# Robert Selden Rose
Robert Selden Rose (1884 - Wilmot Flat, New Haven, 28 de febrero de 1964) fue un hispanista estadounidense.

## Biografía
Asistió a la Groton School, obtuvo un master en Yale y se licenció en la Universidad de Berkeley (1915). Amplió estudios en Europa antes de la Primera Guerra Mundial y enseñó en la Saint Paul's School de Concord y en la Universidad de California antes de unirse al departamento de lenguas románicas de la Universidad de Yale en 1919. Durante la guerra sirvió en el cuerpo de señales del ejército. Casó con Annette Moran Rose, de la que tuvo un hijo, Robert junior, y cuatro hijas. Amante del deporte del béisbol, en que destacó como lanzador, fue nombrado presidente de la junta de control de la Asociación Atlética de Yale en 1930, donde estuvo dos años. Habiendo descubierto y editado la España defendida de Francisco de Quevedo (1916), fue principalmente quevedista, pero también hizo ediciones de Cristóbal Suárez de Figueroa, de un epistolario de Diego Hurtado de Mendoza y del famoso drama Don Francisco de Quevedo del poeta del romanticismo Eulogio Florentino Sanz. Tradujo además en verso inglés, junto a Leonard Bacon, el Cantar de mio Cid, versión que todavía se reimprime actualmente. También editó uno de los diarios de la Expedición de Portolá (1769-1770), primera que exploró por tierra la Alta California.
.

## Obras
- Trad. con Leonard Bacon, de The lay of the Cid, translated into English verse, Berkeley, University of California Press, 1919.
- Con Alberto Vázquez, Algunas cartas de don Diego Hurtado de Mendoza, escritas 1538-1552, New Haven: University Yale Press, 1935.
- Ed. de The Portola expedition of 1769-1770: diary of Vicente Vila, 1911.
- Ed. de Eulogio Florentino Sanz, Don Francisco de Quevedo; drama en cuatro actos, Boston, New York etc.: Ginn and Company, 1917.
- Wine making for the amateur, New Haven: Bacchus Club, 1930
- Ed. de Cristóbal Suárez de Figueroa, El Passagero, Madrid: Sociedad de Bibliófilos Españoles, 1914.
- Ed. de Francisco de Quevedo, Historia de la vida del Buscón, llamado Don Pablos; ejemplo de vagamundos y espejo de tacaños, 1927.
- Ed. de Francisco de Quevedo, España defendida y los tiempos de ahora, de las calumnias de los noveleros y sediciosos, 1916.